# Megaselia
Megaselia là một chi ruồi trong họ Phoridae.